# أنطوان دو شيزي
أنطوان دو شيزي (1 سبتمبر 1718، في شالون أون شامباني – 5 أكتوبر 1798، باريس) هو مهندس هيدروليكي فرنسي. وهو معروف صيغة شيزي [الإنجليزية] ، التي تتعلق بسرعة تدفق الأنابيب، وفي الشكل المعدل استخدمها لتدفق القناة المفتوحة أيضًا. توفي عام 1798 بعد أن كان مديرًا للمدرسة الوطنية للجسور والطرق [الإنجليزية] لمدة تقل عن عام. نجله هو المستشرق أنطوان ليونارد دي شيزي [الإنجليزية] .

## روابط خارجية
- تاريخ صيغة شيزي